# Пиаф (фильм)
«Пиаф. Ранние годы» (фр. Piaf. Les premières années) — кинофильм, биографическая драма о юношеских годах жизни и становлении личности французской певицы Эдит Пиаф. Продюсерами фильма являются Сай Фойер и Эрнест Гарольд Мартин.
Фильм был снят на основе книги-биографии «Эдит Пиаф», которую написала сводная сестра певицы Симона Берто.
Фильм был анонсирован в декабре 1972 года. Первоначально снимать фильм должна была Warner production. Возможным режиссёром мог стать Кен Рассел. На главную роль планировали взять Лайзу Минелли, которая говорила, что Эдит Пиаф напоминала ей её мать Джуди Гарленд. Однако компания решила отказаться от проекта, посчитав, что он слишком рискованный с финансовой точки зрения, после чего съёмку фильма передали французскому режиссёру Ги Казарилю. На главную роль была выбрана малоизвестная актриса Брижит Арьель.
После выхода фильма во Франции в 1974 году он провалился в прокате.

## Сюжет
Фильм рассказывает о ранних годах жизни Эдит Пиаф и становлении личности певицы. Повествование начинается с её рождения в трущобах Бельвиля в 1915 году, и продолжается до 1930-х годов и её первого большого успеха. Фильм заканчивается первым выступлением Эдит Пиаф на ABC в 1937 году, где она исполняет песню «L’Accordéoniste», что является анахронизмом.

## В ролях
- Брижит Арьель — Эдит Джованна Гассион (Эдит Пиаф)
- Паскаль Кристоф — Момона (Симона Берто)
- Ги Трежан — Луи Лепле

## Советский дубляж
Фильм дублирован на киностудии «Мосфильм» в 1979 году. Режиссёр дубляжа — В. Кремнёв, звукооператор — В. Урванцева. Русский текст — Е. Морозова, редактор — Р. Лукина.
Роли исполняли и дублировали:
- Эдит — Бриджит Арьель (Ольга Гобзева)
- Симона — Паскаль Кристоф (Ольга Гаспарова)
- Реймон Ассо — Пьер Вернье (Родион Нахапетов)
- Жульен — Жак Дюби (Сергей Захаров)
- Луи Лепле — Ги Трежан (Владимир Дружников)
- Феликс — Иван Варко (Александр Белявский)
- Лулу — Сильви Жоли (Серафима Холина)